# قمر (مسلسل)
قمر، مسلسل مصري صدر سنة 2008، من إخراج تيسير عبود وبطولة فيفي عبده

## ملخص القصة
تتمحو قصة المسلسل حول قمر التي تبيع الشاي نهارًا في الأسواق، وكذلك ليلًا تبيع الشاي والقهوة في إحدى المقاهي لتعيل نفسها وأسرتها، إلى أن تحدث مفاجأة تقلب حياتها رأسا على عقب وتصبح بعدها تاجرة مخدرات.

## تمثيل
- فيفي عبده   (قمر)
- حسن الأسمر
- فتوح أحمد  (بيسو)
- محمد كامل   (المعلم اباصيري)
- محمد متولي
- رياض الخولي  (المعلم عشري)